# Karl Georg Christian von Staudt
Karl Georg Christian von Staudt (Rothenburg, 24 gennaio 1798 – Erlangen, 1º giugno 1867) è stato un matematico tedesco, noto soprattutto per essere stato il primo a trattare la geometria proiettiva senza ricorrere a nozioni metriche.

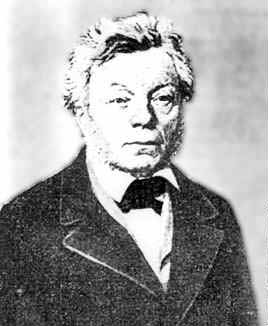
Karl Georg Christian von Staudt

Nacque a Rothenburg, libera città imperiale ora chiamata Rothenburg ob der Tauber in Germania. Studió nell'Università di Gottinga dal 1818 al 1822, anno in cui ottenne un dottorato dall'Università di Erlangen con una tesi riguardante la determinazione dell'orbita di una cometa. Successivamente divenne professore di matematica alla scuola politecnica di Norimberga, nel 1827, e ottenne una cattedra all'Università di Erlangen nel 1835.
Egli fu il primo a sviluppare una teoria puramente sintetica dei punti, delle rette e dei piani immaginari nell'ambito della geometria proiettiva.
Egli è coeponimo del teorema di Von Staudt-Clausen.
Egli inoltre diede contributi alla teoria dei numeri di Bernoulli.

## Opere

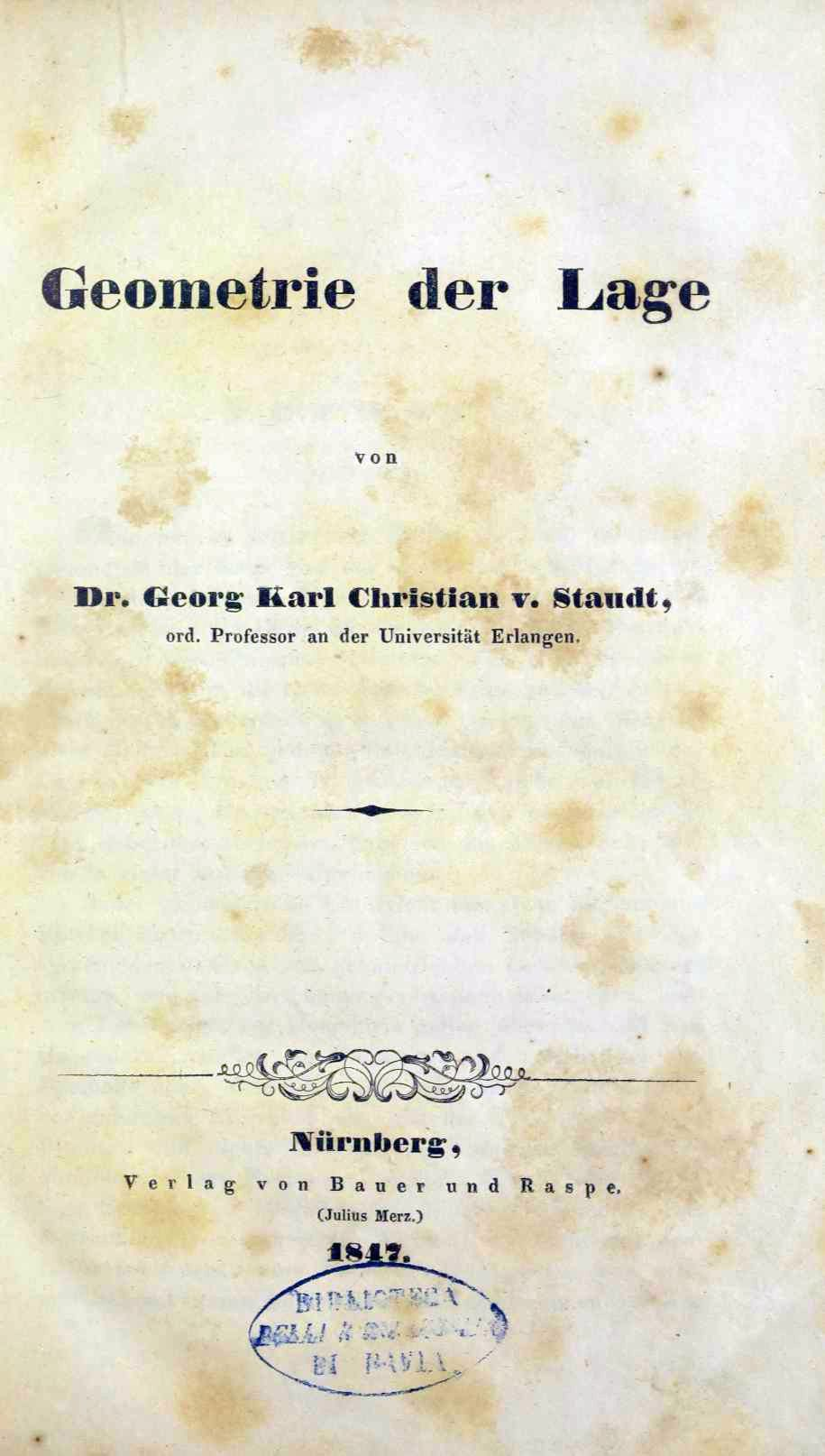
Geometrie der Lage, 1847

- (DE) Geometrie der Lage, Nürnberg, Bauer und Raspe, 1847.
- Beiträge zur Geometrie der Lage, (1856-60)